# God of War: Ascension
God of War: Ascension ist ein Action-Adventure-Videospiel, das von den SCE Santa Monica Studio entwickelt und im März 2013 von Sony Computer Entertainment exklusiv für die PlayStation-3-Konsole veröffentlicht wurde. Es ist der siebte Teil der God-of-War-Reihe und ein Prequel zur gesamten Serie.
Wie in den anderen Teilen steuert der Spieler den Protagonisten Kratos, einen spartanischen Heerführer, durch eine Fantasywelt, die auf der griechischen Antike und der griechischen Mythologie basiert. God of War: Ascension handelt von Kratos’ Kampf gegen die Furien, die den Spartaner wegen des Bruchs seines Bluteides mit dem Kriegsgott Ares gefangen nehmen.
Das Spiel wurde von der Kritik überwiegend positiv bewertet, wobei der Tenor der Rezensenten es innerhalb der Serie als Stagnation auf hohem Niveau sieht. Der Mehrspielermodus, den Ascension als erstes Spiel der God-of-War-Reihe enthält und in dem bis zu acht Spieler gegeneinander antreten können, erhielt von der Spielepresse gemischte Rezensionen.

## Spielprinzip
Das Gameplay von God of War: Ascension gleicht im Wesentlichen dem der Vorgänger. Das Action-Adventure setzt das Schwergewicht auf combobasierte Kämpfe der Spielfigur Kratos meist gegen mehrere Computergegner gleichzeitig, die jeweils alle besiegt werden müssen, um den nächsten Spielabschnitt zu erreichen. Zwischen den Kämpfen steuert der Spieler Kratos durch Kletter- und Sprungpassagen und muss eingestreute Rätsel lösen. Die Kamera folgt der Spielfigur in der Third-Person-Perspektive; ihre Position und ihr Winkel können vom Spieler nicht beeinflusst werden, sondern zeigen das Spielgeschehen je nach Situation meist aus einer mittleren Entfernung, mitunter auch aus einer Totalen oder als Nahaufnahme.

### Waffen

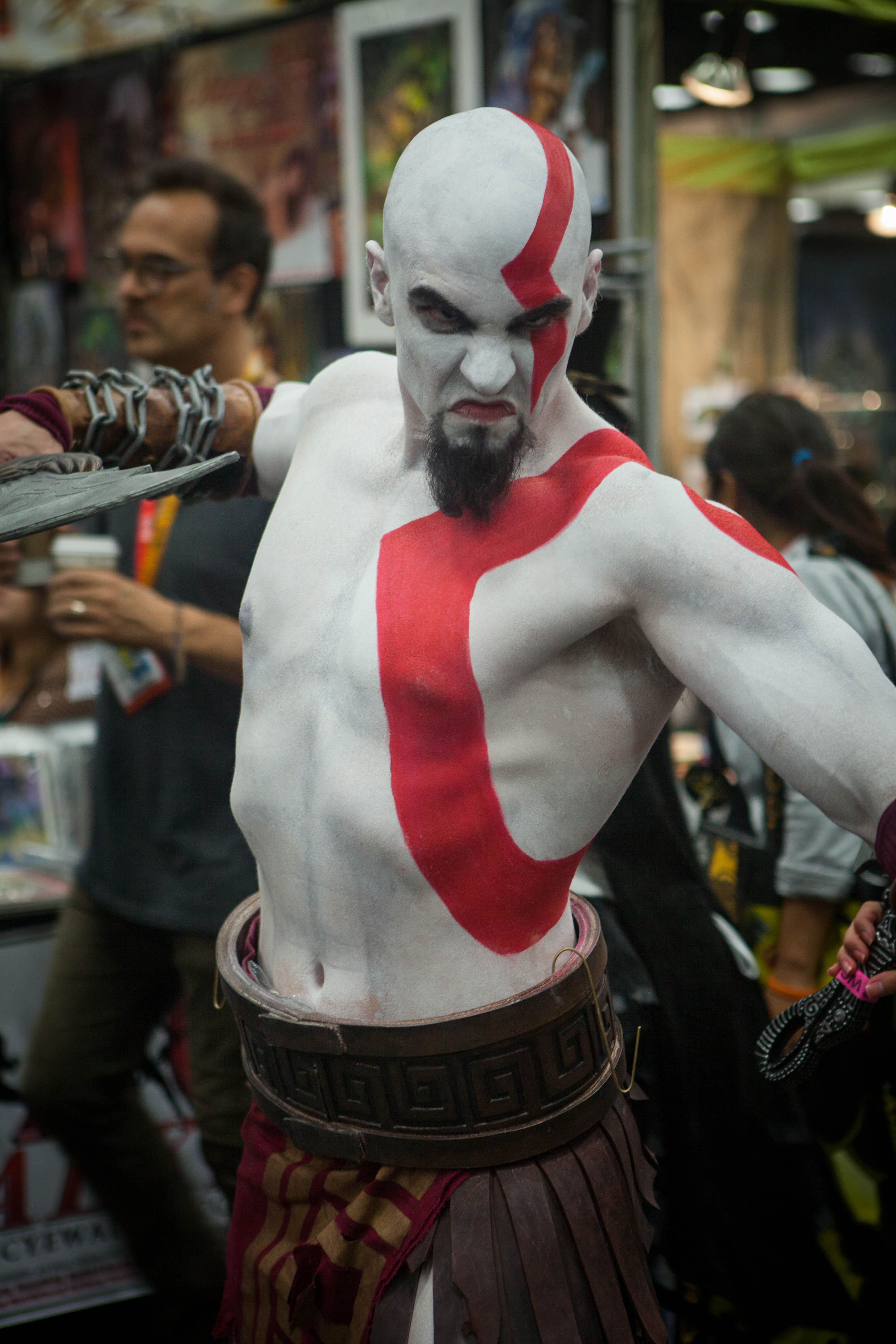
Cosplayer als Kratos

Kratos’ Hauptwaffe sind die sogenannten Chaosklingen, zwei Klingen mit daran befestigten Ketten, die um seine Arme geschlungen sind, wodurch sie sowohl im Nahkampf wie ein Paar Schwerter als auch bis zu einer bestimmten Reichweite als Fernkampfwaffen eingesetzt werden können. Der Spieler erhält im Laufe des Spiels vier sogenannte göttliche Fähigkeiten (Feuer, Eis, Blitz und Seelenenergie), das sind „Elemente“, die die Angriffe der Klingen modifizieren und zwischen denen jederzeit gewechselt werden kann. Sie ermöglichen auch magische Angriffe, unter der Bedingung, dass genügend Magiepunkte vorhanden sind.
Eine Neuerung in Ascension ist, dass auch Waffen von Gegnern aufgenommen und für kurze Zeit im Kampf eingesetzt werden können. Auch ein Schild kann auf diese Weise verwendet werden.

### Kampf
Im Kampf füllt sich durch Angriffe eine Anzeige, die, wenn sie ganz voll ist, den sogenannten Götterzorn auslöst, einen Zustand, in dem normale Angriffe wesentlich wirksamer sind und zusätzliche Combos möglich werden. Zwischen den Kämpfen oder wenn Kratos getroffen wird, leert sich die Anzeige schnell. Angriffe von Gegnern können abgeblockt oder durch schnelle Ausweichbewegungen vermieden werden.
Sind die Gegner ausreichend geschwächt, erscheint eine Anzeige, die dem Spieler signalisiert, dass sie nun durch Drücken einer Taste endgültig vernichtet werden können. Bei Endgegnern und größeren normalen Gegnern wird dazu ein Quick-Time-Event initiiert, in dem der Spieler auf dem Bildschirm angezeigte Tasten rechtzeitig drücken muss. Als Neuerung in Ascension wird dieses Vorgehen bei einigen Gegnertypen durch ein Minispiel variiert, in dem solange Gegenangriffen ausgewichen werden muss, bis sich ein korrekter Zeitpunkt für einen Todesstoß ergibt.
Je nach Gegnertyp und Art der Vernichtung erhält der Spieler sogenannte Orbs, leuchtende Kugeln, die in vier verschiedenen Farben existieren: grüne und blaue für das Auffüllen von Lebensenergie bzw. Magiepunkten, rote für das Sammeln von Erfahrung, mit der Waffen, Zauber und Gegenstände aufgestuft werden können, und schließlich goldene Orbs, welche die Götterzorn-Leiste schnell aufladen.

### Weitere Elemente
In der Spielwelt befinden sich außerdem Truhen mit roten, grünen oder blauen Orbs sowie Truhen mit sogenannten Gorgonenaugen und Phönixfedern; das sind Sammelgegenstände, welche die maximalen Lebens- und Magiepunkte erhöhen. Weitere Sammelobjekte, sogenannte Artefakte, ermöglichen es, beim nochmaligen Durchspielen auf demselben Schwierigkeitsgrad Cheats wie beispielsweise unbegrenzte Magie zu verwenden.
Mitunter muss der Spieler Rätsel lösen, um den nächsten Abschnitt erreichen zu können. Dabei handelt es sich anfangs meist um einfache Schalter- und Verschieberätsel, die im Laufe des Spiels komplexer werden, da zwei spezielle Gegenstände zum Einsatz kommen: Mit dem ersten kann Kratos die Zeit manipulieren und dadurch Objekte zerfallen lassen oder wiederherstellen und so beispielsweise Tore oder Säulen morsch werden lassen bzw. Brücken oder Maschinen reparieren. Der zweite Gegenstand ermöglicht es Kratos, eine Art Kopie von sich selbst zu erzeugen, die zum Beispiel einen Hebel festhalten kann, während sich die Spielfigur selbst an einen anderen Ort begibt. Beide Gegenstände können auch im Kampf eingesetzt werden, um sich taktische Vorteile zu verschaffen.

## Handlung
Hauptfigur des Spiels wie der ganzen Reihe ist der spartanische Heerführer Kratos, der auf dem Schlachtfeld mit dem Kriegsgott Ares einen Bluteid eingegangen ist, um einer drohenden Niederlage zu entgehen, jedoch daraufhin durch eine Täuschung des Gottes dazu gebracht wurde, seine eigene Ehefrau und Tochter zu ermorden.
Das Spiel verwendet eine Erzählstruktur, in der die Haupthandlung – Kratos’ Ausbruch aus dem Gefängnis der Furien – mehrmals durch die Vorgeschichte unterbrochen wird, die drei Wochen vorher beginnt und schildert, wie es zu seiner Gefangenschaft kam.

### Vorgeschichte
Kratos wird in dem griechischen Dorf Kirra von Orkos, dem Eidhüter, aufgesucht und bekommt von diesem den Rat, seinen Eid mit Ares zu brechen und die Furien zu bekämpfen, die für die Visionen verantwortlich seien, von denen Kratos nach der Bluttat an seiner Familie geplagt wird. Der Spartaner solle dazu nach Delphi reisen und das Orakel aufsuchen. Dort angekommen, wird er mit den siamesischen Zwillingen Castor und Pollux konfrontiert, die er im Kampf tötet. Dadurch erhält er den Uroboros, ein magisches Amulett, das es ihm ermöglicht, die Zeit zu manipulieren. Von dem Orakel Aletheia bekommt Kratos den Hinweis, sich nach Delos zu begeben, um die Augen der Wahrheit zu erlangen, welche die Illusionen der Furien durchbrechen könnten.

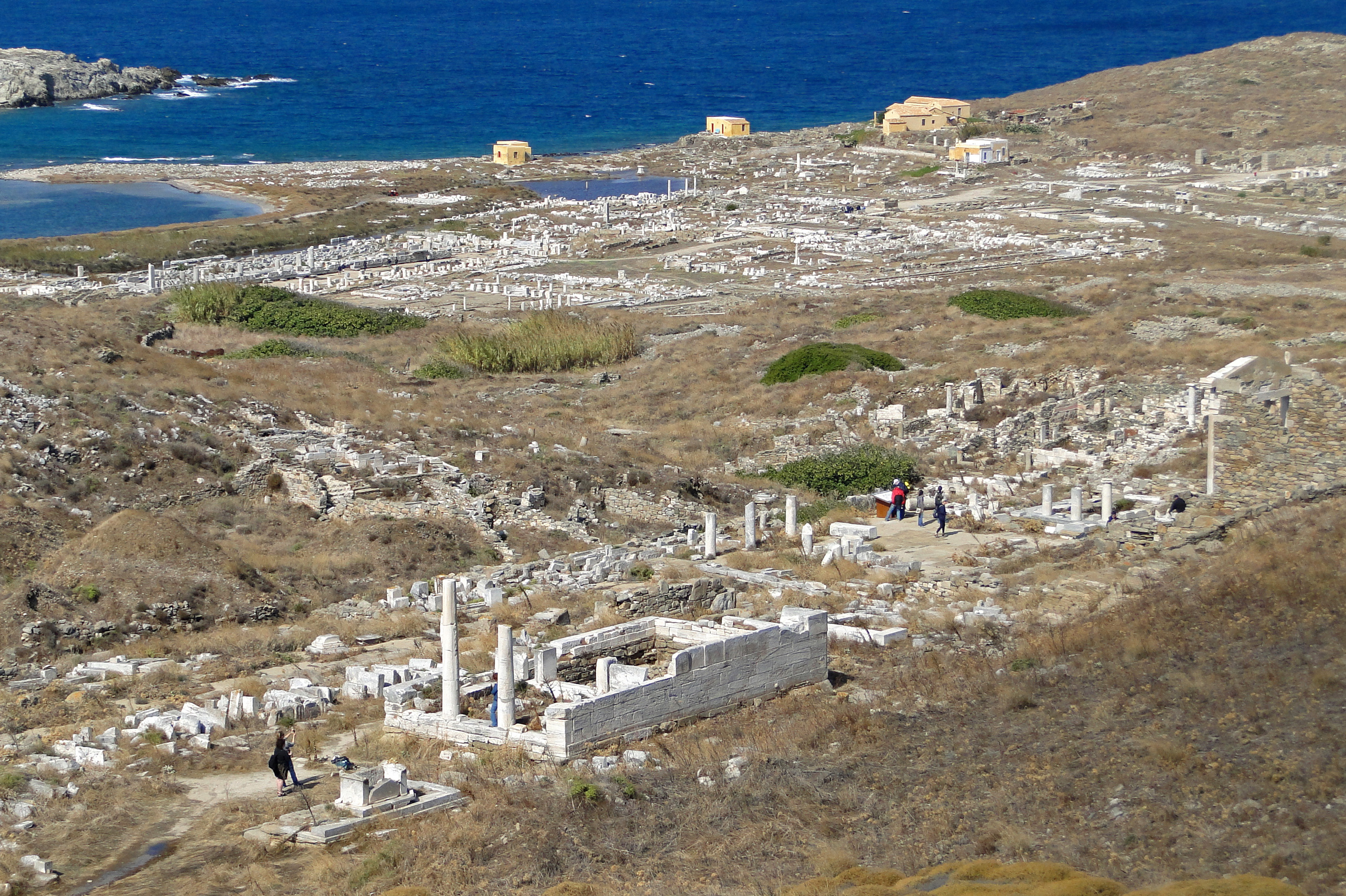
Die Insel Delos mit ihrem antiken Apollonheiligtum ist ein wichtiger Handlungsschauplatz

Auf seinen Reisen wird Kratos von Orkos unterstützt, der sich als Sohn des Ares und der Furienkönigin Alekto offenbart. Der Kriegsgott wünschte sich einen perfekten Krieger als Sohn, verstieß Orkos, der diesen Erwartungen nicht gerecht wurde, und erwählte statt diesem Kratos. Zunächst noch seiner Aufgabe als Eidhüter für seine Mutter nachgehend, sagte sich Orkos nach Ares’ Täuschung an Kratos auch von den Furien los. Orkos übergibt dem Spartaner den Eidstein und bringt Kratos an einen sicheren Ort, als dieser bei einem Angriff aller drei Furien in eine aussichtslose Lage gerät. Dort offenbart Orkos ein Komplott von Ares und den Furien, die zusammen den Olymp übernehmen wollen.
In Delos gelingt es Kratos zwar in einer gewaltigen Statue des Apollon, die Augen der Wahrheit an sich zu bringen, er gerät jedoch in einen Hinterhalt der Furien, die ihm den Uroboros, den Eidstein und die Augen wieder entreißen und ihn gefangen nehmen.

### Haupthandlung

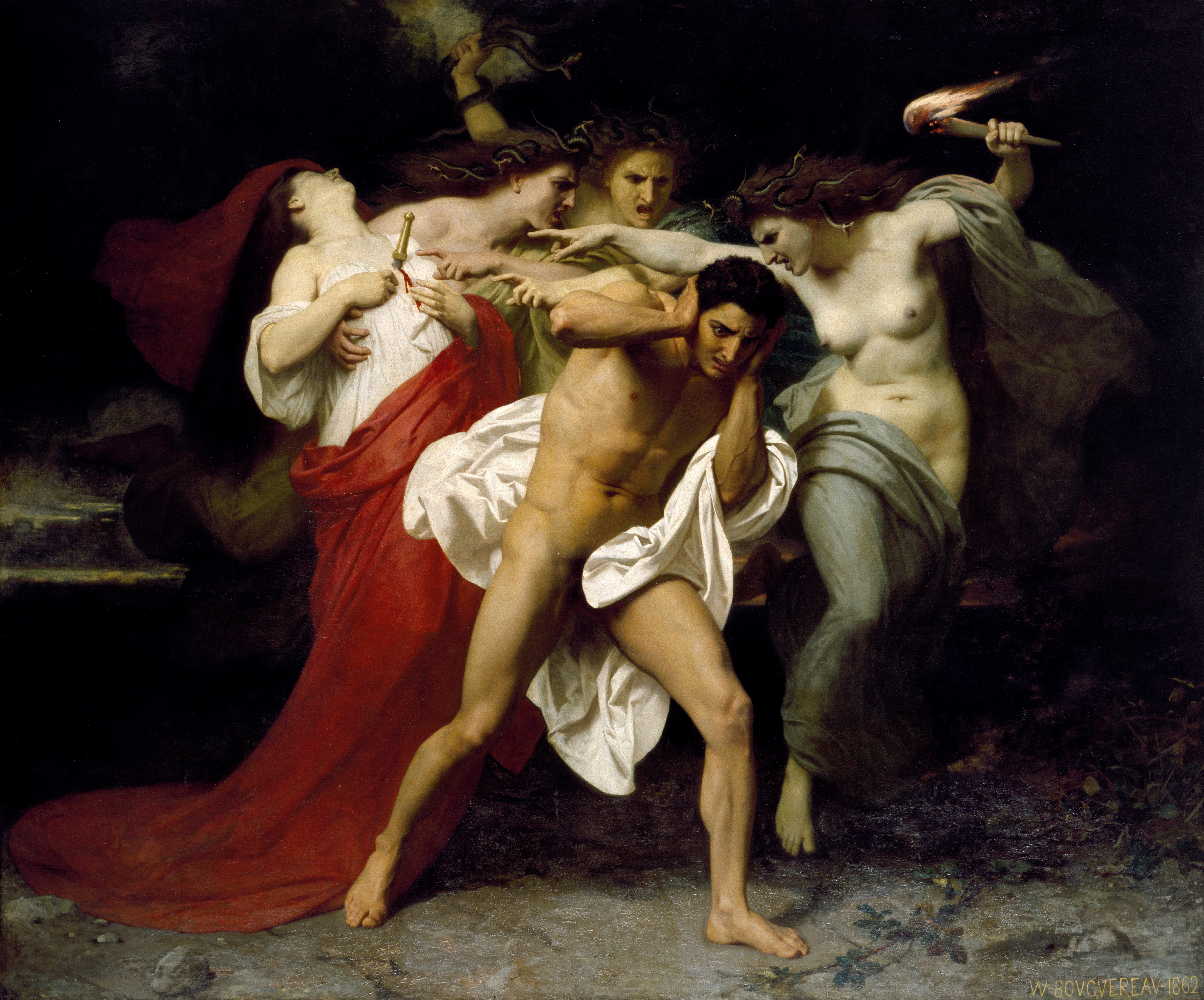
Die Spielhandlung greift das Motiv des von den Furien gequälten Sterblichen auf – Interpretation von William Adolphe Bouguereau im Gemälde The Remorse of Orestes

Von den Furien gefangen und in Ketten gelegt, wird Kratos von der Furie Megaira gedemütigt und gefoltert, wodurch sich ihm allerdings auch eine Gelegenheit eröffnet, seine Ketten zu sprengen und seine Peinigerin schwer zu verletzen. Er kann sich daraufhin relativ frei im Gefängnis der Furien bewegen und nimmt die Verfolgung von Megaira auf. Das Gefängnis ist eine Art Stadt, die auf dem Leib des Hekatoncheiren Aigaion, des ersten Opfers der Furien, errichtet wurde, um Sterbliche zu bestrafen, die einen Eid mit den Göttern gebrochen haben. Die Verfolgte wehrt sich, indem sie Körperteile Aigaions wiedererweckt, wobei sie zusätzlich Hilfe von der Furie Tisiphone bekommt, die versucht Kratos mit Illusionen zu verwirren und aufzuhalten. Dem Spartaner gelingt es dennoch, einige Hände und den Kopf des riesigen Hekatoncheiren zu zerstören und Megaira zu töten.
Mit dem von Megaira zurückerhaltenen Uroboros kann Kratos weiter in das Gefängnis vordringen, wobei er sich mehrfach Tisiphones Illusionen erwehren muss, aber auch den Eidstein wieder in seinen Besitz bringt. Als er schließlich die Kammer der Furienkönigin Alekto erreicht, konfrontiert Tisiphone Kratos mit einer Illusion, in der seine Gattin und Tochter noch am Leben sind. Als er dieser ebenfalls entkommen kann, bietet sie dem Spartaner an, für immer mit dieser Täuschung leben zu können, was dieser jedoch verweigert. Die wütenden Furien Tisiphone und Alekto gehen zum Angriff über, aber Kratos kann in einem epischen Endkampf zuerst die Augen der Wahrheit an sich reißen und schließlich die beiden Furien töten. Im Sterben sagt Alekto dem Spartaner voraus, dass ihr Tod nichts ändern und ihn nicht befreien werde.
Zurück bei seinem Haus in Sparta wird Kratos von Orkos aufgesucht, der ihm offenbart, dass der Eid mit Ares erst vollständig gelöst wird, wenn er, Orkos, von Kratos getötet werde. Er bittet den Spartaner um einen ehrenvollen Tod. Dieser weigert sich zuerst, da schon genug Blut vergossen worden sei, aber auf weitere Bitten hin tötet er den Eidhüter. Kratos wird fortan von den Albträumen heimgesucht, die bislang durch seinen Bund mit Ares überdeckt worden sind und die ihn schließlich in den versuchten Freitod treiben, um den herum die Handlung von God of War aufbaut.

## Rezeption
Von der Kritik wurde God of War: Ascension überwiegend positiv aufgenommen: Laut Metacritic erzielt es bei 89 ausgewerteten Rezensionen das Gesamtergebnis 80 %.
Das Spielemagazin 4Players lobt Neuerungen wie das Amulett, mit dem die Zeit manipuliert werden kann, und bezeichnet das Spiel als bewährte Mischung aus Action, Rätsel und Geschicklichkeit. Der Rezensent vermisst jedoch den „Wow-Faktor“ der vorherigen Teile und hat den Eindruck in der Spielereihe „alles schon gesehen“ zu haben. Zudem fehlt ihm eine interessante Geschichte.
Bis Januar 2014 wurden weltweit etwa 2,09 Mio. Exemplare des Spiels verkauft, davon etwa 590.000 in Europa.

## Veröffentlichungen
Neben der Standardversion sind auch zwei limitierte Sondereditionen von God of War Ascension erschienen:
- Special Edition: enthält ein Steelbook, zusätzliche Downloadinhalte sowie den Soundtrack zum Spiel in digitaler Form
- Collector's Edition: enthält zusätzlich zu den Inhalten der Special Edition eine Kratos-Figur aus Kunstharz sowie den Online-Pass für kommende DLCs.

## Trivia
- die deutsche Version ist nicht ungeschnitten und weist zwei grafische Zensuren auf: die Szene, in der Kratos den Kopf des besiegten Pollux zertritt wurde durch eine alternative Kameraeinstellung abgemildert und bei einem Aufzug-Rätsel wurde das Blut abreißender Arme einer Leiche entfernt.[8] Eine weitere Zensur betrifft die PSN Trophäen: die Bezeichnung der Trophäe „Bros before Hoes“ (sinng. „Bruder vor Luder“ oder „Brüder vor Huren“) in den englischsprachigen Fassungen wurde nach Protesten auf diversen Onlineportalen zu „Broes before Foes“ („Brüder vor Feinden“) abgewandelt.[9] In der deutschen Version lautet die Bezeichnung der Trophäe „Freunde gehen vor“.
- Erstmals in der Reihe gibt es bei God of War Ascension kein Sex-Minispiel mehr, welches in allen Teilen davor als eine Art Running Gag vertreten war und in denen man durch erfolgreiches Absolvieren zusätzliche Orbs verdienen konnte.
- Kratos’ bisheriger deutscher Stammsprecher Ingo Albrecht wurde hier wie auch in den folgenden Teilen durch Tobias Brecklinghaus ersetzt.
- Ascension ist das bisher erste und einzige Spiel der God of War-Reihe, welches über einen Mehrspielermodus verfügt.
- Ebenfalls ist Ascension das bisher einzige Spiel der Reihe, das ausschließlich nur für ein System bzw. Konsolengeneration erschienen ist. Alle anderen Teile wurden, z. T. in überarbeiteter Form auch für andere Systeme und/oder Konsolengenerationen veröffentlicht.